# 里亞
里亞是瑞士的城鎮，位於該國西部，由弗里堡州負責管轄，面積7.76平方公里，海拔高度720米，2011年人口2,181，八成半人口信奉羅馬天主教，人口密度每平方公里281人。